# La Blanquera

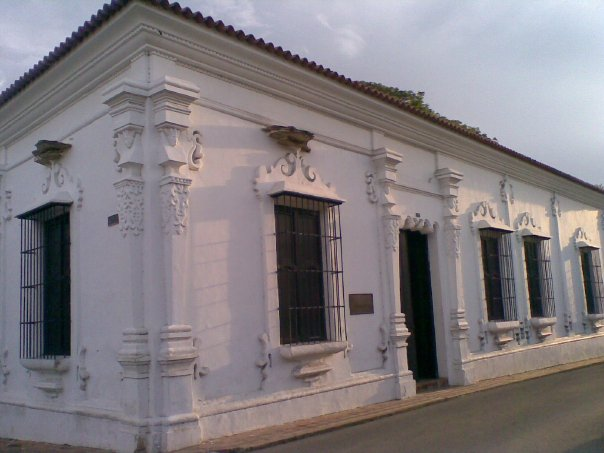
La Blanquera.

La Casa Blanquera Esta hermosa casa colonial, que hoy es símbolo emblemático de la cultura cojedeña, su dirección exacta es en la Av. Bolívar cruce con Falcón, de la ciudad de San Carlos, Estado Cojedes, Venezuela . Esta es una bella edificación barroca colonial tiene sus orígenes en la segunda mitad del siglo XVIII. 
La construcción de este inmueble tuvo lugar entre 1781 y 1782, la vivienda usada como residencia familiar por Joséph Blanco oriundo de Galaroza, provincia de  Andalucía,  en el Reino de España  y radicado en San Carlos,  y contrajo matrimonio con su prima hermana Doña Clara Teresa Salazar e Hidalgo Lozano, hecho acontecido el 28 de agosto de 1726, en donde procrearon todo sus hijos.

Cuenta la historia tradicional que Joséph Blanco,  desde su juventud trabajo en el avance llevado a cabo por las misiones de la Orden de los Hermanos Menores Capuchinos, en su objetivo de evangelizar y fundar villas y pueblos en los alrededores de la Población de San Carlos. 

La Blanquera, como es conocida , originalmente fue una casa de alto, con una estructura de dos plantas, cuyas dimensiones triplicaban los espacios que hoy ocupan, reducción que se produjo con el proceso de reconstrucción a que fue sometida a partir de 1.961, donde solo se reedificó la planta baja con los ambientes alterados.

Ganó connotación histórica, ya que en junio de 1821 esta hermosa mansión sirvió de alojamiento y Cuartel General al Libertador Simón Bolívar y su Estado Mayor, quien durante tres semanas residió en ella, y en su recinto planificó la estrategia de la Batalla de Carabobo (1821), que permitió al Ejército patriota romper las cadenas del yugo Imperio español, la mañana del 24 de junio de 1821, en la inmortal sabana de Carabobo.

En la actualidad esta casa de un piso, es de color blanca y tiene columnas de facciones indígenas con adornos de plumas en la cabeza. Hoy día es un museo que sirve como Casa de la Cultura del cojedeña. 

## Historia

### Los Blanco, conquistadores de Apure
Joseph Blanco y Salazar nació en octubre de 1690 en la villa española de Galaroza en el Arzobispado de Sevilla. Fue el hijo del Alférez del rey Juan Martín Blanco y María Salazar y Sánchez. Viajó a Venezuela cuando era solo un niño, por 1702, junto a su tío Francisco Salazar y Sánchez. Don José, junto a sus antecesores, participó en la conquista de lo que es hoy el Estado Apure, buscando desahogar sus tierras congestionadas de ganado en San Carlos. El 28 de agosto de 1726 contrajo matrimonio con su prima hermana Clara Teresa Salazar e Hidalgo-Lozano y tuvo 7 hijos: María Rosalía, José Santiago, Sebastián Fabián, Alejandro, Juan Martín, Juana Josefa y Francisco Antonio. Por su hazañosa lucha de conquistador contra hombres y elementos en los llanos de Apure, las tierras conquistadas (aprox. 155 km) fueron eventualmente concedidas a él a través de una Real Cédula por el Rey de España...

"en calidad de gracia y merced, por haber sido los primeros descubridores de Apure y sus fundadores"

### Época colonial
Joseph Blanco muere en 1772 y es sepultado en la capilla de Nuestra Señora de la Concepción, pero en su largo testamento de la misma fecha, donde detalladamente menciona todas sus riquezas y posesiones, no figura la Blanquera. Es importante mencionar que aunque la historia tradicional le da crédito por su construcción, curiosamente la Blanquera es solamente mencionada por primera vez 10 años después de su muerte, por su esposa Clara Teresa. En su testamento de marzo de 1782, ella la menciona así: 

"la casa NUEVA de tapias y rafas cubierta de tejas, con un cuarto alto, que se halla calle de por medio de la dicha de mi habitatcion al exponiente"

 Como se menciona en el testamento, la familia Blanco en realidad habitaba la casona al cruzar la calle al opuesto de la Blanquera y fueron los hermanos Blanco que construyeron y posteriormente habitaron la casa Blanquera (específicamente el regidor del cabildo colonial en 1792 y hermano menor, Francisco Antonio Blanco y Salazar). En 1806, María Rosalía otorga la libertad a su esclava María Germana Herrera de Blanco y a 6 de sus hijos. Esta afortunada mujer había sido rumorada de haber sido hija ilegítima de José Santiago, el hijo mayor de Don José Blanco y su apariencia física a los Blanco era obvia. Debido a que todos los hermanos Blanco fueron  célibes, cuando uno moría dejaba apoderado a los restantes, hasta que enferma de cama, la última legítima descendiente de los Blanco, María Rosalía, escribe su testamento el 13 de agosto de 1807. En este documento ella deja a su exesclava María Germana Herrera de Blanco y sus 7 hijos como...

"Unicos y universales herederos respecto a no tener ascendientes ni descendientes lejitimos"

La familia Blanco también fue responsable de la construcción de la Iglesia San Juan Bautista, donde los restos de los hermanos Blanco y su madre Clara Teresa descansan.

### Época de la Independencia
Durante los tiempos de la independencia de Venezuela, la ciudad de San Carlos se encontró en medio de la guerra y fue abandonada no solo por los avances de las tropas realistas que la saquearon, sino también por el terremoto de 1812. Durante esta guerra la Blanquera pierde el sosegado ambiente colonial y se convierte en vibrante corazón de la libertad americana. Según la versión del Dr. Carrillo Moreno, la Casa Blanquera fue el cuartel general de las fuerzas patriotas durante la última fase de la Guerra de Independencia de Venezuela. Al amanecer del 23 de junio de 1821, Simón Bolívar abandona la Blanquera por última vez en marcha decisiva a la victoria. Más de 6.000 soldados patriotas organizados en 3 divisiones marcharon desde la casa Blanquera hasta el campo de Carabobo. Peter Taffin dijo: 

"San Jacinto en Caracas lo vio nacer a la vida, La Blanquera en San Carlos lo vio nacer a la gloria”

En 1807 la mulata María Germana se encontró en completo control de la Gran Posesión Blanquera, lo que causó un número de enfurecidas reacciones en los tribunales no solo por la familia Salazar, sino también por las autoridades religiosas del pueblo. La fortuna congelada en tribunales con demandas legales, la guerra, la larga ocupación realista y sin poder disponer de la fortuna blanquera para el mantenimiento de la casona, probó ser demasiado para estos empobrecidos esclavos que la habitaban. Cuando el Libertador entra en la ciudad en 1821 la situación física de la Blanquera no era buena y empeoraba día a día. El escritor Argenis Agüero nos presenta en su libro otro punto de vista...

"Eran precisamente 2 de estos esclavos, hijos de la criada Germana, los propietarios de la Blanquera en 1821, epoca en que El Liberador estuvo en San Carlos haciendo los preparativos para la jornada epica de Carabobo, lo cual desmonta la falaz version acerca del permanencia del heroe en dicha casona, tal como lo afirma el Dr. Carrillo Moreno en su libro. Lo cual fue repetido por autores que, sin investigar su veracidad se hicieron eco de ello, creando una conseja que se expandio y asento en el colectivo regional como si se tratase de un hecho verdadero"

Al final de 1821, después de la victoria final de los patriotas en Carabobo, Carlos Miguel Blanco (el hijo de María Germana, ya difunta) se presenta ante las autoridades de la ciudad con un largo documento pidiendo su derecho a los títulos de la "Gran Posesión Blanquera" perdidos por el desorden de la guerra. Los pleitos con los Salazar siguen por décadas, recién en 1843 por fin los Blanco pueden disponer de su legítima herencia, pero para entonces la Blanquera ya estaba escombrosa.
Sin embargo, otro hecho tuvo relación en torno a esta casa como lo fue el asesinato del General Ezequiel Zamora, el 10 de enero de 1860 frente a la Iglesia San Juan, donde una bala perdida le quitó la vida. En torno a este hecho existe un legajo de documentos oficiales que reposan en el Archivo Histórico de Miraflores bajo el título “LA VERDAD HISTÓRICA SOBRE LA MUERTE Y ENTERRAMIENTO DEL GENERAL EZEQUIEL ZAMORA”  preparado personalmente por el entonces Presidente Provisional de Venezuela, General Cipriano Castro, quien lo dedicó a la Academia Nacional de la Historia (1904). Acompañan al relato del General Castro una serie de testimonios de personajes que incluso estaban cerca del General Zamora en el momento de su muerte y posteriormente en los diversos enterramientos.
```

```

"al amanecer del 10 (10-01-1860) el Estado Mayor del Ejército Federal, pasa de la histórica casa de la Blanquera a la plazoleta de la Iglesia de San Juan. Templo que desde la época de la Independencia se mantenía casi en escombros. Desde su torre había escalado Zamora, traza este su plan de ataque, después de haber estudiado minuciosamente las posiciones de los sitiados."

Vale resaltar que el entonces presidente General Cipriano Castro, menciona a la casa la Blanquera dándole la connotación de histórica debido al reconocimiento personal del hecho independentista.

### Desolación y ruinas
Luego de su abandono tras los tiempos de la guerra de la independencia, la Blanquera nunca más fue habitada. Su estructura sobrevivió el saqueo por los españoles, la  guerra a muerte y los elementos, pero no las guerras internas de las familias Blanco y Salazar. Fueron estas guerras internas lo que finalmente destruyó el solar de los descubridores de Apure, convirtiéndolo así en solo una sombra de su gloriosa existencia. Estos descendientes fueron rentando lo que quedaba de la estructura, que luego terminó vendiéndose por parte. La última porción de la Blanquera había sido vendida por solo 100 bolívares. La indiferencia y la ignorancia habían hecho de la casa Blanquera un esqueleto tirado a las puertas de  San Carlos de Austria. Tal fue su destrucción que estuvo muy cerca de haberse perdido para siempre, que así con sus paredes caídas y cubierta de vegetación, lo que quedaba de su estructura era de miedo y leyenda para la gente del pueblo. En las palabras del Dr Carrillo Moreno:

 "Ahora no hay Blancos para la conquista de grandes territorios habitados por indios salvajes, ni para la fundación de ricas heredades, ni para la lucha del noble ideal. Los Blancos de esta época no hacen otra cosa que ir a los registros a vender los despojos de su pretérita grandeza"

Precisamente en estos 100 años de abandono, las inmensas ruinas inspiraron leyendas locales y cuentos de tesoros y fantasmas, ejemplo de esto lo vemos en el libro de Arturo Uslar Pietri “30 hombres y sus sombras”. En él, en la historia corta de “La Blanquera” las sabandijas del pueblo le tienen miedo al espanto de la Blanquera pero en su curiosidad por el tesoro los hace aventurar dentro de la oscura casona con escalofriantes resultados. Finalmente la ilustre casa fue expropiada por su abuso y abandono el 20 de octubre de 1942 pasando así permanentemente a la Entidad Federal.

### En la actualidad
La Blanquera fue parcialmente rescatada de sus ruinas años más tarde. En fecha 12 de abril de 1977, la Blanquera fue declarada Monumento Histórico de la Nación, según Gaceta Oficial N° 31212. Y fue inaugurada con una ceremonia, en la cual participaron los descendientes de la "Sucesión Blanquera" (hoy de apellido Guillen) y entonces fue declarada como monumento histórico nacional. El arquitecto italiano Graziano Gasparini dirigió la reconstrucción "parcial" de esta casona, que ahora sirve como museo y casa de cultura. Decimos parcial porque la Blanquera era no solo una casa de alto, o sea de 2 pisos, sino que, según excavaciones, su magnífica estructura se extendía mucho más del 20% que hoy día existe. En el interior hay objetos de la época colonial, como una antigua imprenta y la campana de la iglesia de San José de Mapuey, la cual tiene marcada la fecha de 1801, además de cuadros y fotografías históricas.